# Roddy Doyle
Roddy Doyle (Dublin, 8 de Maio de 1958) é um romancista, dramaturgo e roteirista irlandês. É autor de dez romances, sete livros para crianças, sete peças de teatro e televisão e dúzias de contos. Muitos dos seus livros foram adaptados a filmes, começando com The Commitments em 1991. A obra de Doyle passa-se principalmente na Irlanda, especialmente na classe trabalhadora de Dublin, e destaca-se pela forte utilização de diálogos escritos com calão e dialecto inglês-irlandês. Doyle venceu o Prémio Booker em 1993 para o seu romance Paddy Clarke Ha Ha Ha.

## Obra

### Romances
Trilogia The Barrytown
- The Commitments (1987)
- The Snapper (1990)
- The Van (1991)

- Paddy Clarke Ha Ha Ha (1993)

- A Mulher que ia contra as portas - no original The Woman Who Walked into Doors (1996)
- Paula Spencer (2006)

- A lenda de Henry Smart - no original A Star Called Henry (1999)
- Oh, Play That Thing! (2004)
- The Dead Republic (2010)

### Romances infantis
Doyle escreveu muitos romances para crianças, incluindo a colecção  "Rover Adventures"  que inclui The Giggler Treatment (2000), Rover Saves Christmas (2001), eThe Meanwhile Adventures (2004).
Outros livros infantis incluem Not Just for Christmas (1999), Wilderness (2007), Her Mother's Face (2008), e A Greyhound of a Girl (2011).

### Peças de teatro, guiões, contos e não ficção
Doyle é um prolífico dramaturgo, tendo composto quatro peças de teatro e dois guiões. As suas peças de teatro incluem Brownbread (1987); War (1989); The Woman Who Walked into Doors (2003).

## Prémios e honras
- Royal Society of Literature Fellow[2]
- 1991 Man Booker Prize shortlist for The Van
- 1991 BAFTA Award (Melhor Roteiro Original) for The Commitments
- 1993 Man Booker Prize for Paddy Clarke Ha Ha Ha
- 2009 Irish PEN Award [citation needed]
- 2011 French Literary Award ("Prix Littéraire des Jeunes Européens") for The Snapper
- 2013 Bord Gáis Energy Irish Book Awards (Novel of the Year) for The Guts[3]
- 2015 Honorary Doctor of Laws (LLD) from University of Dundee [4]